# Oceanborn
Oceanborn je drugi album symphonic metal sastava Nightwish. Smatra se jednim od njihovih najmračnijih albuma jer uključuje i gostujući muški vokal s death prizvukom Tapia Wilska u pjesmama The Pharaoh Sails To Orion i Devil & The Deep Dark Ocean. 

## Popis pjesama
| 1.    | »Stargazers« (izvorno nazvana "Aztecs")             | Tuomas Holopainen           | 4:28 |
| 2.    | »Gethsemane«                                        | Holopainen & Emppu Vuorinen | 5:22 |
| 3.    | »Devil & the Deep Dark Ocean« (feat. Tapio Wilska)  | Holopainen                  | 4:46 |
| 4.    | »Sacrament Of Wilderness« (prvi singl)              | Holopainen & Vuorinen       | 4:12 |
| 5.    | »Passion and the Opera« (drugi (promotivni) singl)  | Holopainen & Vuorinen       | 4:50 |
| 6.    | »Swanheart«                                         | Holopainen                  | 4:44 |
| 7.    | »Moondance« (instrumentalna pjesma)                 | Holopainen                  | 3:31 |
| 8.    | »The Riddler«                                       | Holopainen                  | 5:16 |
| 9.    | »The Pharaoh Sails to Orion« (feat. Tapio Wilska)   | Holopainen                  | 6:26 |
| 10.   | »Walking In The Air« (obrađena pjesma, treći singl) | Howard Blake                | 5:31 |
| 11.   | »Sleeping Sun« (bonus pjesma, četvrti singl)        | Holopainen                  | 4:05 |
| 12.   | »Nightquest« (bonus pjesma za japansko tržište)     | Holopainen                  | 4:17 |
| 53:11 |                                                     |                             |      |